# Baby TV
 (avril 2016).
Si vous disposez d'ouvrages ou d'articles de référence ou si vous connaissez des sites web de qualité traitant du thème abordé ici, merci de compléter l'article en donnant les références utiles à sa vérifiabilité et en les liant à la section « Notes et références ».
Baby TV est une chaîne de télévision internationale s'adressant aux bébés et tout-petits ainsi qu'à leurs parents. Lancée en 2003 et diffusée sans pauses publicitaires, elle appartient à Fox Networks Group et est distribuée dans plus de 110 pays en 18 langues. Ses émissions sont aussi disponibles sur la plateforme de vidéo à la demande chez la plupart des distributeurs.

## Histoire
Le 5 février 2007, la chaîne est lancée au Royaume-Uni sur Sky. La chaîne est arrivée en Italie le 31 juillet 2009 sur Sky Italia. Baby TV émet aujourd'hui 24 h sur 24, mais diffuse des dessins animés plus apaisants la nuit comme La Lanterne Magique, Océan, etc.

## Programmation
- Clip BabyTV
- Pitch et Potch
- Hippa Hippa Hey !
- Mona et Sketch
- Tricky Tracks
- Billy Bam Bam
- Charlie et les anglais alphabet
- À table Henry!
- Quoi? Qui?
- Booby et Booba
- Kenny & Goorie
- Les animaux legumes
- Les poissons legumes
- La galerie de papy
- Boule de cristal
- Babynoo
- Animal Party
- Monsieur escargot
- Océan
- Tucky Tales
- L'arrivèe du cirque
- Les amis de Louis
- Les Cuddlies
- Tulli
- Les rêves
- Bébé chef
- Bonne nuit, Teddy Bear !
- Charlie et les formes
- La petite Lola visite la ferme
- Yoyo
- Zoom
- Les insectes légumes
- Le monde de Louis
- Charlie et les nombres
- Go Eco
- Maya et Yaya
- Rêves avec Kim
- Mes premières chansons
- Nico et Bianca
- Quelle belle journée !
- 1, 2, 3 raconte une histoire !
- La lune
- Étoile scintillante
- Baby Giants
- La Lanterne Magique
- Mitch Match
- Leni
- Les Choopies
- Oliver
- Popiz
- Snuggle Puppets

## Diffusion
- France : Freebox TV 155, Bouygues 114. Sa diffusion prend fin le 30 septembre 2025 sur Free[1].
- Italie : Sky Italia 624
- Royaume-Uni : Sky 623
- Portugal : NOS 46
- Belgique : Proximus 36